# قاتل (فیلم ۱۹۵۳)
قاتل (انگلیسی: The Killer) یک فیلم به کارگردانی عمر لطفی آکاد است که در سال ۱۹۵۳ منتشر شد. از بازیگران آن می‌توان به آیهان ایشیک و نوبار ترزیان اشاره کرد.